# Melasphaerula ramosa

Melasphaerula  es un género monotípico de plantas herbáceas, perennes y bulbosas perteneciente a la familia de las iridáceas. Su única especie: Melasphaerula ramosa (L.) Klatt in T.Durand & Schinz, Consp. Fl. Afric. 5: 203 (1894), es originaria Namibia hasta  la Provincia del Cabo en Sudáfrica.

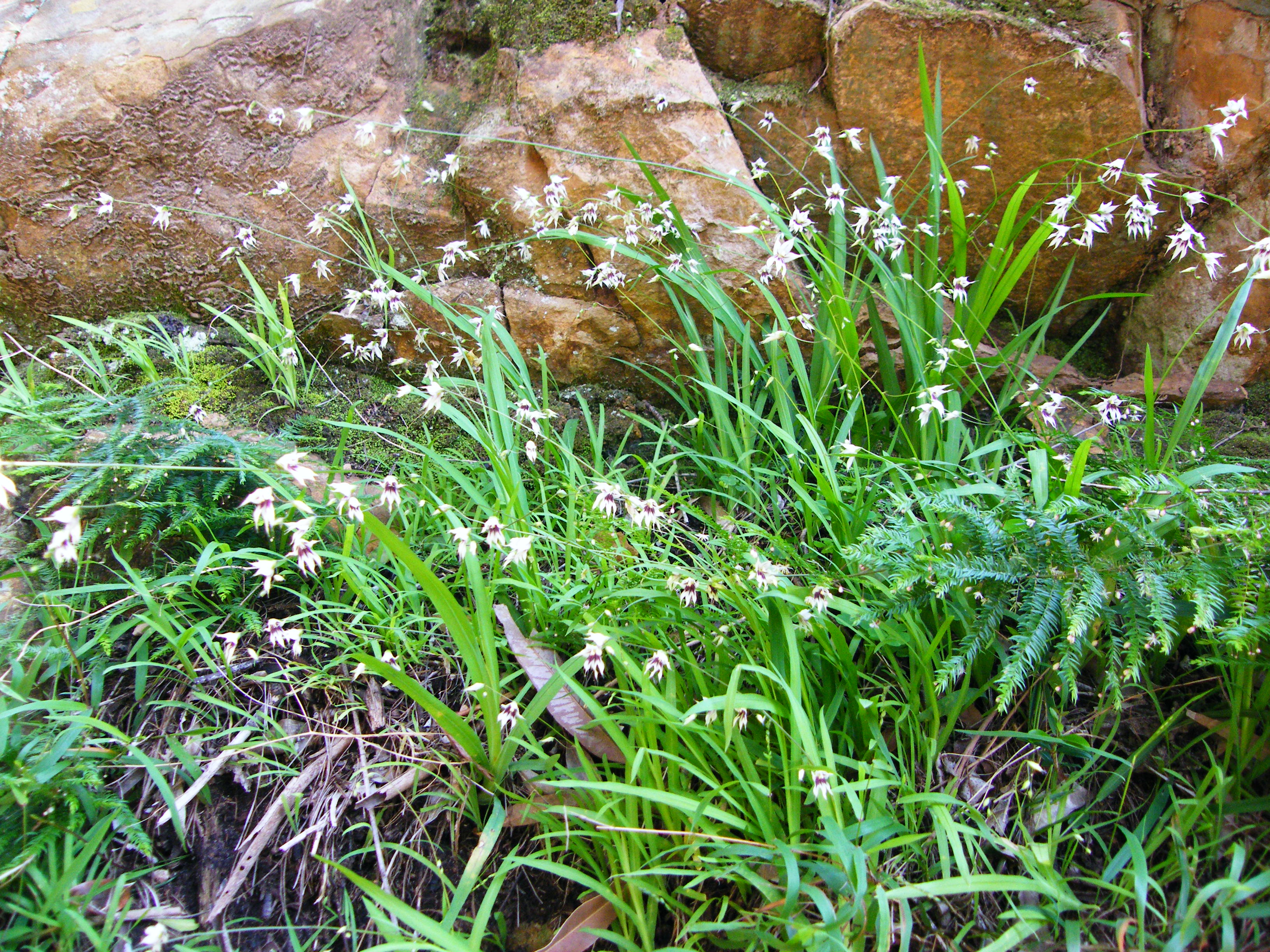
Vista de la planta

## Descripción
Melasphaerula ramosa, es un género de cormos. El nombre hace referencia a los cormlets que se forman alrededor del cormo que son planos en forma de campana. Esta especie tiene hojas erectas en forma de espada, a menudo con un nervio central púrpura. Muchos de las pequeñas flores de color blanco cremoso pálido o amarillas se producen en un tallo delgado ramificado. Esta planta está muy extendida en la región de lluvias de invierno del sur de África, que se producen desde el sur de Namibia al Cabo de las Agujas, donde se encuentra en lugares con sombra protegidos, a menudo en el sur o al este más fresco hacia las laderas. Se cultiva con demasiada facilidad y en algunos climas donde puede convertirse en maleza y se considera que es una planta "de colección" por algunos. Otros aprecian su graciosa elegancia.

## Taxonomía
Melasphaerula ramosa fue descrita por (L.) Klatt in T.Durand & Schinz y publicado en Consp. Fl. Afric. 5: 203. 1894.
Etimología
El nombre del género se deriva de las palabras griegas melas, que significa "negro", y sphaerulos, que significa "pequeña esfera".
Sinonimia
- Gladiolus ramosus L., Sp. Pl.: 37 (1753).
- Phalangium ramosum (L.) Burm.f., Fl. Indica, Prodr. Fl. Cap.: 3 (1768).
- Gladiolus gramineus L.f., Suppl. Pl.: 95 (1782).
- Diasia graminifolia DC., Bull. Soc. Philom. Paris 3: 151 (1803).
- Diasia iridifolia DC., Bull. Soc. Philom. Paris 3: 151 (1803).
- Melasphaerula graminea (L.f.) Ker Gawl., Bot. Mag. 17: t. 615 (1803).
- Melasphaerula intermedia Sweet, Hort. Brit.: 399 (1826).
- Melasphaerula parviflora Lodd., Bot. Cab. 15: t. 1444 (1829).
- Melasphaerula iridifolia Sweet, Hort. Brit., ed. 2: 502 (1830).
- Diasia intermedia Heynh., Nom. Bot. Hort.: 261 (1840).
- Diasia parviflora (Lodd.) Steud., Nomencl. Bot., ed. 2, 1: 501 (1840).[1]